# Назаренко Михайло Йосипович
Миха́йло Йо́сипович Наза́ренко (нар. 26 червня 1977, Київ) — український літературознавець, критик, письменник-фантаст. Лауреат Національної премії України імені Тараса Шевченка.

## Життєпис
У 1998 році закінчив бакалаврат філологічного факультету Київського національного університету імені Тараса Шевченка за спеціальністю «російська мова та література, українська мова та література», у 1999 році — магістратуру за спеціальністю «російська мова та література». В 2002 році захистив кандидатську дисертацію «Міфопоетика М. Є. Салтикова-Щедріна». Доцент кафедри східнослов'янської філології та інформаційно-прикладних студій Інституту філології КНУ (у 2003—2016 рр. — асистент і доцент кафедри історії російської літератури, у 2016—2022 рр. — доцент кафедри російської філології). Читає лекції, присвячені історії літератури, компаративістиці, міфопоетиці, історичній та фантастичній прозі.
У 1996 році опублікував першу літературознавчу працю («Стаття Івана Франка „Лев Толстой“: методологія і проблематика»). У 1998 р. прийнятий до творчої майстерні Марини та Сергія Дяченків «Третя Сила», невдовзі надрукував першу критичну статтю про фантастику.
Монографія «Реальність дива (про книги Марини та Сергія Дяченків)» («Реальность чуда», 2005) стала фіналістом-дипломантом «АБС-премії». Розділи з неї друкувались у книгах Дяченків, що виходили в серії «Тріумвірат» видавництва «Ексмо». У 2006 році вийшла книга «Поховання на могилі (Шевченко, якого знали)» (найповніше зібрання легенд і міфів про Кобзаря), у 2007 році — книга фантастичних оповідань і повістей «Новий Мінотавр» («Новый Минотавр»), у 2021 році — антологія української літератури XIX століття «Крім „Кобзаря“» (у двох частинах), де добірку творів кожного автора супроводжує літературознавче есе; 2025 року вийшла друком ще одна антологія — «Тілько істинна правда. З українських повір'їв», яка містить понад 500 фольклорних текстів, присвячених демонології. Назаренко планує переробити у книгу цикл статей про передісторію фентезі «За межами відомих нам полів» («За пределами ведомых нам полей», журнал «Реальність фантастики», 2004—2007).
Разом із Тетяною Кохановською Назаренко вів у журналі «Новый мир» колонку «Український вектор» (2011—2012), присвячену сучасній українській літературі в історико-культурному контексті. З Олександром Боронем став співупорядником видань «Тарас Шевченко в критиці» (т. І, 2013; т. ІІ, 2016) і «Тарас Шевченко у спогадах» (т. І, 2023).
Михайло Назаренко — редактор і коментатор перекладів творів Білла Віллінґема, Ніла Ґеймана, Артура Конан Дойла, Сюзанни Кларк, Джона Краулі, Алана Мура й Террі Пратчетта. Голова журі літературної премії «Портал» (2006—2013). У 1999—2013 рр. щорічно присуджував неофіційну премію «Мармуровий фавн» за найкращі фантастичні твори. Перебуває у Спілці журналістів України. Був науковим консультантом документального фільму Сергія Проскурні «Тарас Шевченко. Ідентифікація». Експерт Всеукраїнського рейтингу «Книжка року» (з 2002 р.), Комітету з Національної премії України імені Тараса Шевченка (2019—2022) та Українського інституту книги (2020—2025).

## Нагороди
- 2001 — третя премія в номінації «Критика, публіцистика та літературознавство» на фестивалі фантастики «Зоряний міст» за серію публікацій 2000—2001 рр.
- 2007 — заохочувальний диплом «Єврокону» за збірку «Новий Мінотавр».
- 2007 — «Бронзовий кадуцей» фестивалю «Зоряний міст» в номінації «Дебютна книжка» за збірку «Новий Мінотавр».
- 2008 — «Срібний кадуцей» фестивалю «Зоряний міст» в номінації «Критика, публіцистика та літературознавство» за цикл статей «За межами відомих нам полів».
- 2010 — премія Б. Н. Стругацького «Бронзовий равлик» за повість «Острів Цейлон».
- 2012 — премія журналу «Новый мир» за цикл статей «Український вектор» (у співавторстві з Т. Кохановською).
- 2012 — премія журналу «Радуга» в номінації «Літературна критика п'ятиліття 2008—2012».
- 2014 — премія Нори Галь за переклад короткої прози з англійської мови (оповідання Джона Краулі «Міссолонгі, 1824»).
- 2017 — премія Нори Галь за переклад короткої прози з англійської мови (цикл оповідань Джеймса Бренча Кебелла[en] «Легенди Пуатема»).
- 2018 — премія «ЛітАкцент року» в номінації «Літературознавство» за книжку «Поховання на могилі».
- 2022 — премія Всеукраїнського рейтингу «Книжка року» в номінації «Хрестоматія. Літературознавство / критика» за антологію «Крім „Кобзаря“».
- 2022 — премія імені Тараса Шевченка Київського національного університету імені Тараса Шевченка за антологію «Крім „Кобзаря“».
- 2023 — премію «Єврокону» за найкращу інтернет-публікацію отримав цикл «Історія української фантастики» (Youtube-канал «Фантастичні talk(s)»), одним із лекторів якого був Назаренко.
- 2023 — Національна премія України імені Тараса Шевченка за антологію «Крім „Кобзаря“».
- 2025 — премія Всеукраїнського рейтингу «Книжка року» в номінації «Хрестоматія. Життєписи» за перший том видання «Тарас Шевченко у спогадах» (упор. О. Боронь і М. Назаренко).

## Книжки
- Реальность чуда (О книгах Марины и Сергея Дяченко). — К.: ИД «Мой компьютер»; Винница: «Тезис», 2005. — 256 с.
- Новый Минотавр. — Х.: Книжный клуб «Клуб семейного досуга», 2007. — 240 с.
- Історична і квазіісторична проза: Навч. посібник для бакалаврів. — К.: ННІФ КНУ, 2023. — 108 с. (Електронна публікація.)

#### Антології
- Поховання на могилі (Шевченко, якого знали). — К.: ВД «Сварог», 2006. — 688 с. (Серія «Неофіційно».)
- Мифотворцы: Портал в Европу / Сост. М.Назаренко, В. Пузий. — К.: ИД «Сварог», 2006. — 592 с.
- Поховання на могилі (Шевченкова біографія у фольклорі та фейклорі): Вид. друге, випр. і доп. — К.: Критика, 2017. — 624 с.
- Крім «Кобзаря». Антологія української літератури. 1792—1883: У двох частинах. — К.: Laurus, 2021. — 496+488 с.
- Тілько істинна правда. З українських повір'їв. — Л.: Видавництво Старого Лева, 2025. — 504 с.

#### Упорядкування, підготовка текстів
- Тарас Шевченко в критиці. Том І. Прижиттєва критика (1839—1861) / За загальної редакції Г. Грабовича. Упор. О. Боронь, М. Назаренко. — К.: Критика, 2013. — XL+804 с.
- Тарас Шевченко в критиці. Том II. Посмертна критика (1861) / За загальної редакції Г. Грабовича. Упор. О. Боронь, М. Назаренко. — К.: Критика, 2016. — L+806 с.
- Тарас Шевченко у спогадах. Критичне видання. Том І / Видання підготували О. Боронь і М. Назаренко. — К.: Критика, 2023. — Кн. 1. — LXXII+448 с.; кн. 2. — VIII+508 с.
- Квітка-Основ’яненко Г. Конотопська відьма / Упоряд., передм., пер. з рос. творів «Головатий» і «Українці» М. Назаренка. — Х.: Віват, 2023. — 368 с. (Серія «Vivat класика».)
- Нечуй-Левицький І. Кайдашева сім'я / Підготовка тексту, наукове редагування і післямова М. Назаренка. — К.: Основи, 2025. — 200 с.